# Evaldas Šiškevičius
Evaldas Šiškevičius (Vilnius, 30 dicembre 1988) è un ex ciclista su strada e mountain biker lituano. Attivo in formazioni UCI dal 2011 al 2022, ha vinto il Grand Prix de la Somme 2012 e due titoli nazionali a cronometro, nel 2020 e 2021.

## Palmarès

### Strada
- 2006 (Juniores)

Omloop Het Nieuwsblad Juniores
- 2008 (Vélo Club La Pomme Marseille, due vittorie)

Boucles Catalanes
Grand Prix de la Ville de Nogent-sur-Oise
- 2009 (Vélo Club La Pomme Marseille, quattro vittorie)

1ª tappa Tour du Canton de Saint-Ciers (Saint-Androny > Braud-et-Saint-Louis)
Classifica generale Tour du Canton de Saint-Ciers
2ª tappa Volta Ciclista Provincia Tarragona (Tortosa > La Pineda)
3ª tappa Vuelta a Toledo (Seseña > Bargas)
- 2010 (Vélo Club La Pomme Marseille, due vittorie)

1ª tappa Boucle de l'Artois-Trophée Arras Leader
Classifica generale Boucle de l'Artois-Trophée Arras Leader
- 2011 (Vélo Club La Pomme Marseille, due vittorie)

3ª tappa Volta ao Alentejo (Aljustrel > Reguengos de Monsaraz)
Classifica generale Volta ao Alentejo
- 2012 (Vélo Club La Pomme Marseille, tre vittorie)

Tour de Bretagne
2ª tappa Tour du Limousin (Oradour-sur-Glane > Saint-Junie)
Grand Prix de la Somme
- 2015 (Team Marseille 13-KTM, tre vittorie)

Classifica generale Circuit des Ardennes
1ª tappa Tour of Yancheng Costal Wetlands (Yancheng > Guandong)
Classifica generale Tour of Yancheng Costal Wetlands
- 2020 (Nippo Delko One Provence, una vittoria)

Campionati lituani, Prova a cronometro
- 2021 (Delko, una vittoria)

Campionati lituani, Prova a cronometro
- 2022 (Go Sport-Roubaix Lille Métropole, una vittoria)

Classifica generale Tour of Estonia

#### Altri successi
- 2008 (Vélo Club La Pomme Marseille)

Grand Prix de Peymeinade
Criterium de Nogent-sur-Oise
- 2015 (Team Marseille 13-KTM)

3ª tappa Circuit des Ardennes (Charleville-Mézières > Sedan, cronosquadre)
Classifica a punti Tour de Picardie
Classifica a punti Tour of Yancheng Costal Wetlands

### MTB
- 2006 (Juniores)

Campionati lituani, Prova Juniores

## Piazzamenti

### Classiche monumento
- Parigi-Roubaix

2013: ritirato
2016: 80º
2017: ritirato
2018: ritirato
2019: 9º
2021: 33º

### Competizioni mondiali
- Campionati del mondo su strada

Spa 2006 - In linea Juniores: 26º
Spa 2006 - Cronometro Juniores: 14º
Stoccarda 2007 - In linea Under-23: ritirato
Stoccarda 2007 - Cronometro Under-23: 37º
Varese 2008 - Cronometro Under-23: 58º
Mendrisio 2009 - In linea Under-23: ritirato
Mendrisio 2009 - Cronometro Under-23: 37º
Melbourne 2010 - In linea Under-23: 95º
Melbourne 2010 - Cronometro Under-23: 29º
Limburgo 2012 - In linea Elite: 96º
Richmond 2015 - In linea Elite: ritirato
Yorkshire 2019 - In linea Elite: ritirato
Imola 2020 - Cronometro Elite: 36º
Imola 2020 - In linea Elite: ritirato
Fiandre 2021 - In linea Elite: ritirato
- Giochi olimpici

Tokyo 2020 - In linea: ritirato

### Competizioni europee
- Campionati europei su strada

Valkenburg 2006 - Cronometro Juniores: 5º
Valkenburg 2006 - In linea Juniores: 9º
Sofia 2007 - Cronometro Under-23: 22º
Sofia 2007 - In linea Under-23: 24º
Stresa 2008 - Cronometro Under-23: 27º
Hooglede-Gits 2009 - Cronometro Under-23: 5º
Hooglede-Gits 2009 - In linea Under-23: 102º
Ankara 2010 - Cronometro Under-23: 12º
Ankara 2010 - In linea Under-23: 41º
Alkmaar 2019 - Cronometro Elite: 26º
Alkmaar 2019 - In linea Elite: ritirato
Plouay 2020 - Cronometro Elite: 14º
Trento 2021 - Cronometro Elite: 39º
Trento 2021 - In linea Elite: ritirato
Monaco di Baviera 2022 - In linea Elite: 112º
Monaco di Baviera 2022 - Cronometro Elite: 24º
- Giochi europei

Baku 2015 - In linea: ritirato